# Смит, Гай Н.
Гай Ньюмен Смит (англ. Guy N. Smith, 21 июля 1939, Хопвоз, Стаффордшир — декабрь 2020) — английский автор беллетристики ужаса.

## Биография
Свой жизненный путь после окончания колледжа он начинал как банковский клерк. Впечатление от этой работы и от Бирмингема, где находился банк, отразились в его многих книгах. Он написал с середины 70-х более 80 романов. Книги написаны в основном в жанрах ужасов и катастроф. Действие большинства из них происходит в старинном сердце Англии — Мидлендских графствах или Северном Уэльсе. Время у писателя разделяется между сочинением романов, семьей (Гай Смит женат и имеет семерых детей), управлением собственным магазином приключенческой литературы и фермой на границе Англии и Уэльса.
Смит написал свою первую книгу ужаса, «Оборотень Лунного света» в 1974, которая имела два продолжения. Он лучше всего известен по своим сериям книг про Крабов, первая из которых, «Ночь Крабов», был издана в 1976. Хроника серий заключалась в нашествии гигантских, поедающих людей крабов в различных местах британского побережья. Эти книги легендарны в мире беллетристики ужаса.
Профильный писатель, Гай имел более тысячи рассказов и опубликованных статей журналов. Он написал ряд детских книг под псевдонимом Джонатан Гай, два триллера под названием Гейвин Ньюмен и дюжину книг научной литературы по делам сельской местности. Но благодаря его 70 книгам ужаса он является известным.
Успех и популярность Гая Н. Смита зависит от попробованной и проверенной книжной формулы ужаса, смешавшей много секса, насилия и запекшейся крови, делает легким понимание его стиля написания. Но вещью, которая больше всего вызвала любовь к нему его поклонников, является его способность ввести юмор в серьёзные и сексуальные ситуации способом сатиры себя. Это обозначает его книжные работы на двух уровнях; они — хорошие романы ужасов, которые являются в то же самое время сатирой себя. Лучшими из этих фраз, известных среди поклонников как «классические кавычки», можно часто обладать в изоляции, не читая целую книгу. Романы Смита обладали значительной популярностью в Польше в начале 1990-х, будучи дешево переведенными и их издали как карманные выпуски издательством «Амбер» .
Пожизненный курильщик трубки, он выиграл британскую трубку, в чемпионате курящих в 2003 году. Он собирает трубки и курительные подёнки и также написал книгу по табаку — Культура Табака: сделай сам, справочник, изданный в 1976 {ISBN 0904558282}. Он — также активный про-курящий участник кампании. Он женат на Жане, и у них есть четыре взрослых ребенка (всего семь детей).
В феврале 2009 увидели выпуск книги «Людоед из Севернского Дома» в твердом переплете, сопровождаемого в марте официальным выпуском книги в мягкой обложке «Неплательщик» от Публикации «Ghostwriter».
Декабрь 2009 начался переизданием классической «Ночи Крабов» от Публикации «Ghostwriter», на сей раз в книге в твердом переплете, с совершенно новой обложкой, предисловием американского автора, Джей Эф Гонсалеса и полной новой главой.

## Интересные факты
- Хобби Гая Н. Смита — занятия на свежем воздухе (одной из первых и самых известных книг Смита было руководство по сельскому и охотничьему хозяйству), гражданские тяжбы и, по собственному признанию… сон.

(цитата из книги издательства «Фантом Пресс Интер В. М.»)